# 1,2,4-Triclorobenceno
1,2,4-Triclorobenceno es un compuesto organoclorado, uno de los tres isómeros del triclorobenceno. Es un derivado de benceno con tres cloros sustituyentes. Es un líquido incoloro usado como reactivo o solvente en la síntesis de una variedad de compuestos y materiales.